# Barthélemy Aréna
Pour les articles homonymes, voir Aréna.
Barthélemy Aréna (né à Saint-Florent en Corse le 17 août 1765 - mort à Montenero, près de Livourne (Italie) le 19 avril 1832) est une personnalité politique de la Révolution française.

## Biographie
Frère de Joseph Antoine Aréna, il naît en Corse au sein d'une famille ennemie de celle des Bonaparte. Alors procureur général syndic à l'Ile-Rousse, il est élu de la Corse à l'Assemblée législative, puis au conseil des Cinq-Cents, et tente, dit-on, de poignarder Bonaparte au 18 brumaire, au moment où ce général chassait les représentants de la salle des séances.
Compris sur une liste de déportés, il échappe par la suite et meurt à Livourne en 1832. Il a constamment nié les faits qu'on lui impute.